# ۶۵۳ (پیش از میلاد)
۶۵۳ (پیش از میلاد) ۶۵۳مین سال قبل از تقویم میلادی است.